# Loilong
Loilong (en birmà Lwelon) és un estat dels estats Shan, a la regió del Myelat, dins l'estat Shan de Myanmar. La capital és Pinlaung al nord-est de Taunggyi i al sud de Lawksawk. Té una superfície de 2576 km². La seva població està repartida entre Taungthu i Shan, amb una minoria birmana. Té un petit estat subsidiari al sud-est anomenat Namtok. Era un principat independent tributari del rei de Birmània amb un cap que portava el títol de Ngwegunhmu. Vers el 1882 el cap va rebre el títol de Myosa per la fidelitat al rei birmà. El 1886 el cap va prendre part en la confederació contra els britànics però després de la victòria britànica va fer ràpida submissió i li fou reconeguda la possessió del territori i el títol (1887). El darrer príncep que va governar va abdicar el 1959 i després fou una de la Repúbliques de la unió d'Estats Shan que constituïren l'Estat Shan, amb vocació d'independència, però part integrant de Myanmar.